# Рагби репрезентација Италије
Рагби јунион репрезентација Италије је рагби јунион тим који представља Италију у овом екипном спорту. Прву утакмицу Италија је одиграла против Шпаније у Барселони 1924. и изгубила 9:0. Италија се 2000. година прикључила такмичењу Куп шест нација и до данас није успела да победи само Енглеску. Популарност рагбија у Италији је све већа, утакмице се играју пред пуним трибинама на стадионима Сан Сиро и Стадион Олимпико. Дрес Италије је плаве боје, а капитен је Серђо Паризе. Италија на светском првенству у рагбију никада није прошла групну фазу. Највише утакмица за репрезентацију одиграо је Марко Бортолами - 105, највише есеја дао је Марсело Цутита - 25, а најбољи поентер је Диего Домингез са 983 поена. 

## Тренутни састав
Леонардо Ђиралдини
Дејвид Гиазон
Андреа Маниси
Мартин Кастрођовани
Лоренцо Цитадини
Валерио Бернабо
Џошуа Фурно
Марко Фусер
Серђо Паризе - капитен
Мауро Бергамаско
Симоне Фаваро
Самуела Вуниса
Алесандро Зани
Едоардо Гори
Марсело Виоли
Томасо Ален
Карло Кана
Томасо Бенвенути
Гонзало Гарсиа
Леонардо Сарто
Андреа Маси
Лук Меклин